# 伦格尔赛姆
伦格尔赛姆（法語：Lengelsheim，法語發音：[lɛŋ(ɡ)əlsaim]；洛林法兰克语：Lengelse）是法国摩泽尔省的一个市镇，属于萨尔格米讷区。

## 地理
伦格尔赛姆（49°6'32"N, 7°24'30"E）面积5.3 平方千米，位于法国大東部大區摩泽尔省，该省份为法国东北部内陆省份，是洛林的一部分，西南接默尔特-摩泽尔省，东临下莱茵省，北与卢森堡和德国接壤。
与伦格尔赛姆接壤的市镇（或旧市镇、城区）包括：布赖登巴赫、昂维莱尔、努斯维莱尔莱比奇、绍尔巴克、沃尔曼斯泰。
伦格尔赛姆的时区为UTC+01:00、UTC+02:00（夏令时）。

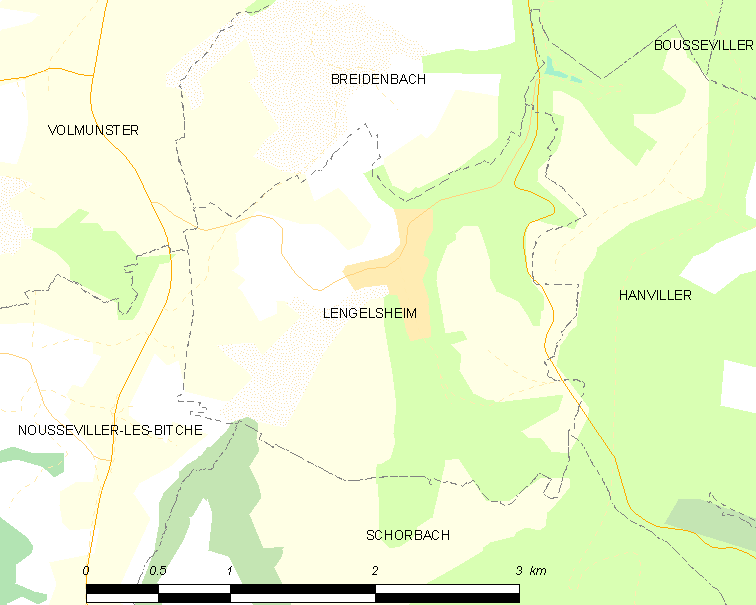
伦格尔赛姆的OSM定位图

## 行政
伦格尔赛姆的邮政编码为57720，INSEE市镇编码为57393。

## 政治
伦格尔赛姆所属的省级选区为比奇县。

## 人口

1962-2008年间伦格尔赛姆人口变化图示

伦格尔赛姆于2022年1月1日时的人口数量为189人。